# 올웨이즈 3번가의 석양
《올웨이즈 3번가의 석양》(ALWAYS 三丁目の夕日)은 사이간 료헤이의 만화 《3번가의 석양》 (三丁目の夕日)을 원작으로 2005년 11월 5일에 개봉된 일본 영화이다.

## 개요
- 1958년의 도쿄 변두리를 무대로, 유히 정 3번가에 사는 사람들의 따뜻한 교류를 그린 드라마로 완성되었다.(당시의 미나토구 아타고 마을 근처를 모티브로 하고 있다).

- 건설중인 도쿄 타워와 우에노 역 증기 기관차 C62, 도쿄 도시 전차 등 당시 도쿄 거리를 미니어처와 VFX (CG)으로 재현 한 점이 특징이다. 1955년대의 거리가 재현 된 컴퓨터 시뮬레이션은 도쿄 공과대학 미디어학부의 연구실이 협력했다.

- 영화에 나오는 3번가의 주택, 상점, 거리 풍경은 모든 세트로 재현이 되었고, 도호 제2, 9 스테이지 및 타데바야시 오오니시 비행장에 건설 된 오픈 세트에서 촬영됐다. 또한 삼륜 자동차, 가전, 점내 상품 등은 대부분이 각지에서 모인 진짜 제품이다. 야마자키 타카시 감독에 따르면, 당시의 현실 정경 재현 이상으로 사람들의 기억이나 마음에 존재하는 이미지 적 정경의 재생을 중시한 것으로 알려졌다.

- 흥행에서는 공개 1주 및 2주 만에 흥행 선두를 기록, 2005년에 200만명을 동원했다. 전국 200관을 넘는 영화관에서 상영 연장이 결정되어, 섣달 그믐까지 롱런 상영되었다. 최종 흥행 수입 32.3억엔.

- 또한, 많은 영화상을 수상하며 높은 평가를 받고 있다. 2005년 12월 22일 발표에 따르면 일본 아카데미상에서는 전 부문 (13개 부문)을 수상했다. 이후 본상 시상식이 열린 2006년 3월 3일 일본 아카데미상 최우수상 발표에서는 이 13개 부문 중 12개부문에서 최우수상을 수상했다.

- 이 작품의 공개 중에도 속편 제작의 소문이 있었지만, 2006년 11월에 《올웨이즈 3번가의 석양 속편》의 제작이 발표되었다. 본작의 마지막 씬에서 4개월 후의 설정으로 1959년 봄을 무대에 그려진 이 작품의 출연자가 거의 그대로 출연했다. 또한, 1964년을 무대로 한 제3탄의 《올웨이즈 3번가의 석양'64》가 2012년 1월 21일에 공개되었다.

## 줄거리
도쿄의 변두리 유히 정 3번가에 있는 스즈키 오토. 그곳에 C62형 증기 기관차 22호기 집단 취업 열차를 타고 아오모리에서 무쓰코가 오게된다. 무쓰코는 대기업에 취직이 되지 않을까 기대했으나, 작고 낡은 변두리 공장 스즈키 오토를 보고 내심 실망한 눈치이다.
그 건너편에 있는 문구점 '자가와 상점'의 주인 자가와 류노스케는 소설가이다. 자가와는 술집 '야마후지'의 미인 점주 이시자키 히로미에게 이름도 얼굴도 모르는 아이 후루유키 준노스케를 술김에 맡게된다. 돌이킬래야 돌이킬 수 없는 둘의 공동 생활이 시작된다.

## 출연
- 자가와 류노스케 - 요시오카 히데타카
- 이시자키 히로미 - 고유키
- 후루유키 준노스케 - 스가 겐타
- 스즈키 노리후미 - 츠츠미 신이치
- 스즈키 도모에 - 야쿠시마루 히로코
- 스즈키 잇페이 - 고시미즈 가즈키
- 호시노 무쓰코 - 호리키타 마키
- 오타 킨 - 모타이 마사코
- 다쿠마 시로 선생님 - 미우라 토모카즈
- 카와부치 야스나리 - 고히나타 후미요
- 요시다 자동차 - 누쿠미즈 요이치
- 전기 제품 가게 - 기무라 유이치
- 미즈노 - 피에르 타키
- 우편 배달 - 고베 히로시
- 나카지마 순경 - 이이다 기스케
- 부동산 - 마츠오 타카시
- 극장 지배인 - 마스오카 토오루
- 빚쟁이 - 나카무라 유지
- 행인 - 핫토리 신이치 (당시 일본 TV 아나운서)
- 도야마 약방 - 무라마츠 토시후미
- 초등학교 선생님 - 오카다 카오루

## 스태프
- 감독·각본·VFX : 야마자키 타카시
- 원작 : 사이간 료헤이
- 각본 : 고사와 료타
- 촬영 : 시바사키 코조
- 조명 : 미즈노 켄이치
- 미술 : 조조 안리
- 녹음 : 츠루마키 진
- 편집 : 미야지마 류지

### 주제가
- D-51 - 〈ALWAYS〉

## 촬영지

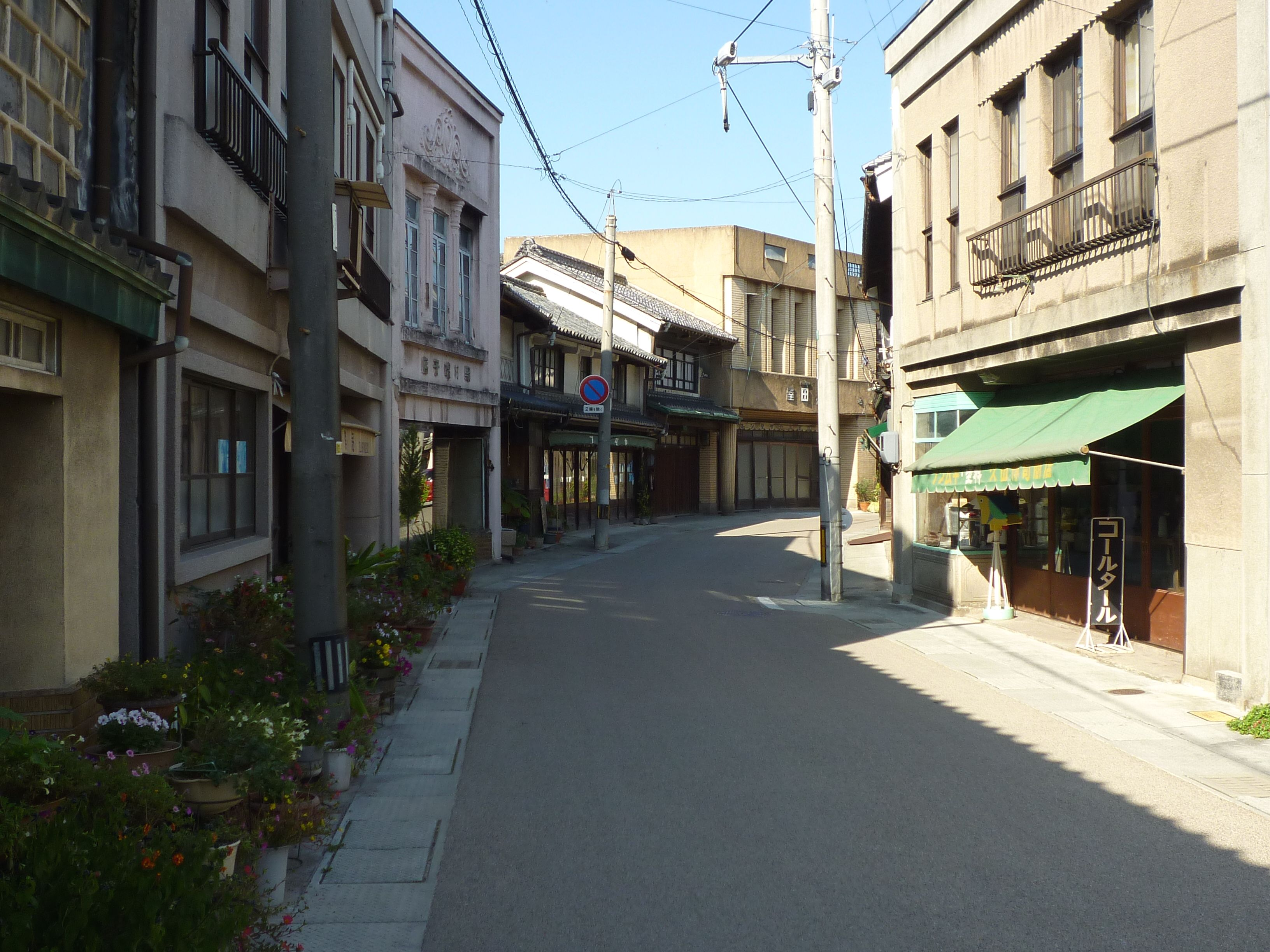
사이다이지의 상점가

- 오카야마현
- 후쿠오카현
- 군마현
- 교토부

## 수상 정보
- 제30회 호치 영화상 (2005년)
  - 최우수 작품상
  - 최우수 남우조연상 : 츠츠미 신이치
  - 최우수 여우조연상 : 야쿠시마루 히로코

- 제18회 닛칸 스포츠 영화 대상 (2005년)
  - 이시하라 유지로상
  - 남우조연상 : 츠츠미 신이치
  - 여우조연상 : 야쿠시마루 히로코

- 제1회 닛칸 스포츠 영화 독자상 (방화 1위)

- 제60회 마이니치 영화 콩쿠르 (2006년)
  - TSUTAYA 팬 상
  - 촬영 상 : 시바사키 코조
  - 미술상 : 조조 안리
  - 기술상 : VFX 직원

- 제20회 디지털 콘텐츠 그랑프리 (2006년)
  - DCAj 회장상 : 야마자키 타카시 감독

- 2005년 일본 인터넷 영화 대상
  - 일본 영화 작품상

- 제11회 AMD 어워드 (2006년)
  - Best Director 상 : 야마자키 타카시

- 제27회 요코하마 영화제 (2006년)
  - 기술상 : 야마자키 타카시
  - 여우 조연상 : 야쿠시마루 히로코
  - 최우수 신인상 : 호리키타 마키

- 2005년 일본 영화 팬클럽상 (2006년)
  - 일본 영화 베스트 1

- 제48회 블루 리본상 (2006년)
  - 남우조연상 : 츠츠미 신이치
  - 여우조연상 : 야쿠시마루 히로코

- 2006 에란도르상 (2006년)
  - 작품상 "TV Taro상" (영화 부문)
  - 프로듀서 상 : 아베 슈지
  - 신인상 : 호리키타 마키

- 제79회 키네마 준보 베스트 텐 (2006년)
  - 독자 선출 일본 영화 베스트 텐 제1위
  - 위원 선출 일본 영화 베스트 텐 제2위
  - 일본 영화 남우 조연상 : 츠츠미 신이치
  - 일본 영화 여우 조연상 : 야쿠시마루 히로코
  - 독자 선출 일본 영화 감독상 : 야마자키 타카시

- 제3회 시네마 꿈 클럽 상 베스트 시네마상 (2006년)
  - 시네마 꿈 클럽상 : 도호 (주식회사)
  - 베스트 시네마상

- 제29회 일본 아카데미상 (2006년)
  - 최우수 작품상
  - 최우수 감독상 : 야마자키 타카시
  - 최우수 각본상 : 야마자키 타카시, 사이간 료헤이
  - 남우주연상 : 요시오카 히데타카
  - 우수 여우주연상 : 코유키
  - 최우수 남우조연상 : 츠츠미 신이치
  - 최우수 여우조연상 : 야쿠시마루 히로코
  - 최우수 음악상 : 사토 나오키
  - 최우수 촬영상 : 시바사키 코조
  - 최우수 조명상 : 미즈노 켄이치
  - 최우수 미술상 : 카미 아사토
  - 최우수 녹음상 : 츠루마키 진
  - 최우수 편집상 : 미야지마 류지
  - 신인 배우(여자)상 : 호리키타 마키

- 제25회 후지모토 상 (2006년)
  - 후지모토 상 특별상 : 아베 슈지, 오쿠다 세이지